# Obaldía (Panamá Oeste)
Obaldía es un corregimiento del distrito de La Chorrera en la provincia de Panamá Oeste, República de Panamá. La localidad tiene 767 habitantes (2023).